# 장성수 (1954년)
장성수(1954년 1월 7일~)는 대한민국의 기업인, 금융인이다. (주)용창 회장이다. 김수한 제15대 국회의장의 사위이다. 본관은 인동이다.

## 학력
- 휘문고등학교 졸업
- 중앙대학교 경영학 학사
- 중앙대학교 국제경영대학원 경영학 석사
- 중앙대학교 국제경영대학원 경영학 박사 수료

## 경력
- 한나라당 당원
- (주)신한 전무이사
- (주)용창 회장

## 가족
- 아버지: 장덕우, 어머니: 김덕례
  - 배우자: 김숙향
    - 장남: 장형근
    - 차남: 장형민